# Старый Татарский Адам
 Ста́рый Тата́рский Ада́м  (тат. Иске Татар Әдәмсуы) — село в Аксубаевском районе Татарстана. Административный центр Старотатарско-Адамского сельского поселения.

## Этимология
Топоним произошёл от татарского слова «иске» (старый), этнонима на татарском языке «татар» (татарский) и гидронима на татарском языке «Әдәмсу» (Адамка).

## География
Село находится на реке Адамка в Западном Закамье, в 19 км к северо-западу от районного центра, посёлка городского типа Аксубаево.

## История
В «Списке населенных мест по сведениям 1859 года», изданном в 1866 году, населённый пункт упомянут как казённые деревни Старый Татарский Адам и Устье речви Тохталы 1-го стана Чистопольского уезда Казанской губернии. Располагались при речке Тохтале, по правую сторону торгового тракта из Чистополя в Бугульму, в 40 верстах от уездного города Чистополя и в 40 верстах от становой квартиры в казённом пригороде Новошешминске. В деревнях в 156 дворах жили 871 человек (418 мужчин и 453 женщины). Были 2 мечети.

## Население
| 1782 | 1859 | 1897 | 1908 | 1920 | 1926 | 1938 | 1949 | 1958 | 1970 | 1979 | 1989 | 2002 | 2010 | 2015 |
| ---- | ---- | ---- | ---- | ---- | ---- | ---- | ---- | ---- | ---- | ---- | ---- | ---- | ---- | ---- |
| 114  | 871  | 1539 | 1661 | 1706 | 1431 | 1311 | 835  | 818  | 785  | 618  | 359  | 299  | 260  | 219  |

Национальный состав
Согласно результатам переписи 2002 года, в национальной структуре населения села татары составляли 100%.

### Комментарии
1. ↑  душ мужского пола